# Vlčice (Trutnovi járás)
Vlčice település Csehországban, Trutnovi járásban. Vlčice Pilníkov, Čermná, Trutnov, Chotěvice, Mladé Buky és Rudník településekkel határos. Lakosainak száma 562 fő (2024. január 1.).

## Népesség
A település lakosságának változását az alábbi diagram mutatja:
| Lakosok száma | 1248 | 1142 | 987  | 504  | 447  | 412  | 504  | 526  | 550  | 562  |
|               | 1869 | 1890 | 1921 | 1950 | 1980 | 2001 | 2017 | 2019 | 2022 | 2024 |